# 2104 Toronto
2104 Toronto (1963 PD) là một tiểu hành tinh vành đai chính được phát hiện ngày 15 tháng 8 năm 1963 bởi Karl W. Kamper ở Đài thiên văn David Dunlap.